# AGM-79 Blue Eye
Blue Eye ([bluː aɪ] чит. «Блу-ай», с англ. — «голубой глаз», войсковой индекс — AGM-79) — американская тактическая управляемая ракета класса «воздух—поверхность». Предназначалась для подавления наземных объектов системы противовоздушной обороны противника, в этом классе должна была заменить имеющийся арсенал ракет «Буллпап». Была разработана ракетостроительным подразделением «Мартин-Орландо» корпорации «Мартин-Мариэтта» в Орландо, штат Флорида, по заказу ВВС США. Разработка «Блю-ай» велась одновременно с созданием УРВП «Вайпер» на конкурсной основе. Оба перспективных проекта разрабатывались с расчётом разгрузить пилота от необходимости отслеживания ракеты в полёте (технология «выстрелил и улетел»,  англ.launch and leave), позволяя пилотам прибегнуть к тактике «удар—отскок». Ракету предполагалось интегрировать в систему управления вооружением истребителей-бомбардировщиков F-4 и F-105. Ввиду Вьетнамской войны, работы по обоим проектам носили авральный характер. Совместные лётные испытания двух ракет конкурирующих проектов начались летом 1968 года, для этих целей Департамент ВВС США запросил Конгресс о выделении бюджетных средств на проведение программы испытаний, решение о выборе одного из двух проектов для дальнейшей проработки и принятия на вооружение ожидалось осенью того же года. План ВВС на 1968-1969 гг. предусматривал закупку первой серийной партии ракет на сумму $29 млн. Проект был свёрнут в начале 1970-х гг. после испытаний ряда опытных прототипов под индексом XAGM-79A.

## Название
С названием для ракеты в ВВС США определились ещё до его официального присвоения и до начала испытаний, — оно было обусловлено характерной отличительной особенностью головки самонаведения ракеты. В ходе слушаний о присвоении ракете словесного названия в Подкомитете по обороне Комитета Палаты представителей по бюджетным ассигнованиям, председательствовавший на заседании конгрессмен от штата Флорида Роберт Сайкс отметил, что название «Голубой глаз» лично ему не нравится, — как он сам это прокомментировал, такое название его слегка раздражает, хотя на встречную ремарку о том, что на вооружении уже имеется ракета «Красный глаз» (ПЗРК), он ответил, что «Красный глаз» его вполне устраивает. Когда конгрессмен от штата Аризона Джон Родс предложил назвать ракету «Недобрый глаз» (англ. Evil Eye), эта идея Сайксу понравилась, но до практического её воплощения дело не дошло, законодатели остановились на «Голубом глазу».

## Предыстория
Практика нанесения бомбо-штурмовых ударов по северовьетнамским административно-промышленным центрам в рамках воздушной кампании США периода Вьетнамской войны выявила целый ряд недостатков. В частности, для подавления позиционных районов ПВО, сил зенитной артиллерии и зенитно-ракетных войск противника, американской стороне требовалось наряду с силами штурмовой и бомбардировочной авиации направлять приданные группы сопровождения и усиления, укомплектованные летательными аппаратами с высокими лётно-техническими характеристиками и со станциями радиоэлектронного подавления наземных средств радиотехнических войск противника. Соотношение сил воздушного нападения к силам сопровождения и прикрытия составляло около 50%, а порой доходило до 20% (то есть, в нанесении ударов по наземным целям участвовала только пятая часть от общего количества самолётов, привлекаемых к очередному авианалёту). Но и эти меры не являлись панацеей от авиационных потерь из-за высокоэффективного противодействия наземных средств ЗА и ЗРВ противника, а результативность авианалётов оставалась на прежнем уровне и даже ниже (ввиду активного сопротивления сил ПВО противника), что заставило командование ВВС США поставить перед казёнными и частными научно-исследовательскими учреждениями военной промышленности задачу поиска технических и тактических путей решения возникшей проблемы, среди прочего, в направлении изыскания новых средств поражения вообще и управляемого авиационного вооружения в частности. В рамках этого направления исследовательской работы, под общим названием «подавление средств ПВО противника» (англ. suppression of enemy air defenses, сокр. SEAD) появилась такая категория вооружения как противозенитные ракеты (flak-suppression missiles), предназначенные конкретно для нанесения ударов по оборудованным позициям ПВО противника. Это направление развития УРВП сразу пошло двумя путями: по пути совершенствования самонаводящихся противорадиолокационных ракет для подавления наземных радиолокационных станций обнаружения и наведения, и совершенствования ракет с телевизионным наведением, наводящихся в ручном или полуавтоматическом режиме на любые наземные цели (что позволяло применять их и для решения других боевых задач). К последней категории относилась «Буллпап» и производные от неё «Блю-ай» и «Вайпер». Последняя реализовала технологию наведения, получившую название корреляционное наведение или обзорно-сравнительное наведение (англ. correlation guidance), сущность которой заключалась в фиксации оперативным запоминающим устройством ракеты в момент пуска кратно увеличенного (highly magnified scene) при помощи стабилизированного следящего оптического устройства (stabilized telescope) изображения тактической обстановки, с обстреливаемой целью посередине и визуальными элементами местности вокруг неё, иначе называемого эталонной сценой (reference scene), по которой ракета ориентировалась в полёте. Эта технология позволяла увеличить точность и эффективную дальность применения УРВП при снижении времени, потребного на обстрел цели с одновременной реализацией требования к снижению нагрузки на пилота («выстрелил и улетел»). Концепция боевого применения ракеты предполагала оснащение ею ударных групп для расчистки пути к атакуемым объектам от обороняющих их сил и средств ПВО.

## История
Разработка
Задача для инженеров «Мартин-Орландо» упрощалась тем, что ракеты «Буллпап» вместе с модификациями так же являлись продуктами их разработки и программа их модернизации велась одним и тем же учреждениями. За разработку систем наведения в «Мартин-Орландо» отвечал исследовательский центр систем и технологий наведения (Guidance Development Center, сокр. GDC) с собственными лабораториями, — лабораторией оптического наведения, лабораторией радиолокационного наведения и лабораторией средств визуального отображения тактической обстановки, — испытательными стендами и испытательным полигоном. 13 марта 1968 года представитель организации-заказчика работ генерал-майор авиации Томас Джеффри посетил исследовательский центр «Мартин-Орландо», чтобы лично ознакомиться с ходом работ над системой наведения ракеты, найдя подход инженеров «Мартин-Орландо» весьма интересным способом решения проблемы всепогодного наведения ракет. От обоих конкурсантов требовалось представить на государственные испытания по пятнадцать опытных прототипов ракет с головками самонаведения.
Испытания
На момент начала опытно-конструкторских работ, ракета при относительно невысокой дальности (до 6 км), демонстрировала довольно большое значение кругового вероятного отклонения (30-60 метров), компенсируемое за счёт радиуса разлёта осколков и готовых поражающих элементов. Научный совет Министерства обороны США в своём регулярном отчёте Министру обороны за 23 июня — 5 июля 1968 года рекомендовал повысить точность и эффективную дальность применения ракеты за счёт совершенствования системы подачи топлива и автопилота. При этом, вращающийся корпус ракеты был признан препятствием на пути повышения точности и дальности применения ракеты, а оптика системы наведения не обеспечивала необходимого увеличения изображения на расстояниях, превышающих 6 км. Кроме того, разработчикам было рекомендовано усилить поражающее действие воздушного взрыва за счёт направленного разлёта готовых поражающих элементов. Научный совет оценил указанные трудности как разрешимые и спрогнозировал доведение дальности пуска ракеты без входа в зону поражения ПВО противника до 9 км с доведением КВО до 3 метров на максимальном расстоянии, перспективу ускоренной постановки ракеты на вооружение и начало производства первых серийных её образцов крупными партиями в срок до двух лет, то есть до осени 1970 года. Работы над «Блю-ай» рекомендовалось вести параллельно с программой усовершенствования имеющегося арсенала ракет «Буллпап» и оснащения самолётов-носителей более совершенными средствами наведения.

## Описание
Ракета
Ракета «Блю-ай» представляла собой усовершенствованный вариант УРВП «Буллпап» с автоматической системой наведения. Внешне обе ракеты были схожи, «Блю-ай» использовала аналогичную двигательную установку, нововведением была пассивная телевизионная оптическая головка самонаведения с системой площадной корреляции, оживальный прозрачный колпак которой, выполненный из полимерного материала голубоватого оттенка, дал название ракете. Изображение местности, обозреваемой через объектив ГСН, передавалось на экран прицельного устройства в кабине. Система наведения ракеты предусматривала захват пилотом или оператором бортового вооружения наземной цели, бортовая электроника фиксировала пространственные координаты цели и расстояние до неё, одновременно с этим получая рассчитанную траекторию полёта, после чего происходил пуск, в полёте ракета ориентировалась на зафиксированную в её оперативное запоминающее устройство позицию цели, инерциальная навигационная система обеспечивала следование запрограммированному курсу. В полёте ГСН продолжала свою работу, непрерывно отслеживая цель, логический аппарат системы площадной корреляции фиксировал параметр отклонения ракеты от заданного курса и формировал команды управления на систему приводов рулевых поверхностей ракеты. ПИМ ракеты был рассчитан на подрыв на определённой высоте над поверхностью земли для создания наибольшего радиуса поражения объектов полевой инфраструктуры, военной техники и живой силы противника вне укрытий.
Система наведения
Инженерами «Мартин-Орландо» была разработана многорежимная система наведения (Multi-Mode Guidance System) для применения на различных образцах авиационного управляемого вооружения, в том числе и «Блю-ай». Головка самонаведения именовалась своими разработчиками «оптическое сканирующее устройство» (optical-scanning device). Для непрерывного сопоставления наблюдаемого в линзу ГСН изображения с зафиксированной в момент пуска картиной местности использовалась видиконовая трубка. По мере приближения ракеты к цели, разрешение выводимого изображения становится всё чётче, что позволяет сократить параметр отклонения от заданной траектории полёта до минимума.

## Сравнительная характеристика
| Критерий | «Булпап»                           | «Вайпер»                                       | «Блю-ай»                           |
| --- | ---------------------------------- | ---------------------------------------------- | ---------------------------------- |
| Система управления | радиокомандная                     | автоматическая                                 | автоматическая                     |
| Режим управления полётом ракеты | ручной                             | автоматический                                 | автоматический                     |
| Устройство наведения ракеты на цель | станция передачи команд            | оптическая головка самонаведения               | оптическая головка самонаведения   |
| Предохранительно-исполнительный механизм | пьезоэлектрический                 | радиовысотный                                  | радиовысотный                      |
| Двигательная установка | твердотопливный ракетный двигатель | твердотопливный ракетный двигатель             | твердотопливный ракетный двигатель |
| Инерциальная навигационная система |                                    | поплавковый гироскоп с двумя степенями свободы |                                    |
| Источники информации |                                    |                                                |                                    |
| - LaFond, Charles D. Washington Report. Summer bout set: Blue Eye vs. Viper. // Electronic Design. — July 4, 1968. — Vol. 16 — No. 14 — P. 51. - Taylor, John W. R. Missiles 1968. // Flight International. — 14 November 1968. — Vol. 94 — No. 3114 — P. 792. |                                    |                                                |                                    |

## Тактико-технические характеристики
Источники информации : 
Общие сведения
- Самолёт-носитель — F-4, F-105
- Категории поражаемых целей — наземные объекты

Система наведения
- Устройство наведения ракеты на цель — телевизионная головка самонаведения
- Тип головки самонаведения — оптическая пассивная с системой площадной корреляции

Зона обстрела
- Дальность пуска

- Фактическая (в 1968) — от 3 до 6 км (10-20 тыс. футов)
- Прогнозируемая (на 1970) — до 9 км (30 тыс. футов)

- Круговое вероятное отклонение

- Фактическое (в 1968) — 30…60 метров (100-200 футов)
- Прогнозируемое (на 1970) — до 3 метров (10 футов)

Аэродинамические характеристики
- Аэродинамическая компоновочная схема — «утка»

Массо-габаритные характеристики
- Длина — 4140 мм
- Диаметр корпуса — 460 мм
- Размах оперения — 1220 мм

Боевая часть
- Тип БЧ

- осколочно-фугасная с готовыми поражающими элементами
- кассетная

- Тип предохранительно-исполнительного механизма — дистанционного действия, радиовысотный, срабатывание на измеренное радиовысотмером расстояние до поверхности

Двигательная установка
- Тип ДУ — РДТТ

## Комментарии
1. ↑  В русскоязычной военной печати устоялся вариант написания «Блю-ай».[1]
2. ↑  Обе ракеты, «Блю-ай» (XAGM-79A) и «Вайпер» (XAGM-80A), по сути являлись модификациями «Буллпап» моделей AGM-12C (корпус и аэродинамические поверхности)[3] и AGM-12E (инерциальная навигационная система, двигатель, система подачи топлива).[4]